# Aïn Tedles (distrito)
Aïn Tédelès é um distrito localizado na província de Mostaganem, Argélia, e cuja capital é a cidade de Aïn Tedles. A população total do distrito era de 73 680 habitantes, em 1998.[carece de fontes?]

## Comunas
O distrito está dividido em quatro comunas:
- Aïn Tedles
- Sour
- Sidi Bellater
- Oued El Kheïr